# Daniel Heartz
Daniel Leonard Heartz (* 5. Oktober 1928 in Exeter, New Hampshire; † 24. November 2019 in Berkeley) war ein US-amerikanischer Musikwissenschaftler. Er war Professor an der University of California, Berkeley, zuletzt emeritiert.
Heartz studierte an der University of New Hampshire (Bachelor 1950) und bei Otto Gombosi, Tillman Merritt und John Ward an der Harvard University (Master 1952), wo er 1957 mit der Arbeit Forms of the French Instrumental Dance in the Sixteenth Century promovierte. Zunächst war er Dozent, dann Assistant Professor an der University of Chicago, ab 1960 Professor an der University of California, Berkeley. Der dortigen Abteilung für Musikwissenschaft stand er von 1969 bis 1973 als Chairman vor.
Heartz befasste sich vor allem mit Renaissancemusik, später mit der Oper des 18. Jahrhunderts. Zu seinen wichtigsten Veröffentlichungen gehören Forms of the French Instrumental Dance in the Sixteenth Century (1969), Mozart's Operas (1990) und Haydn, Mozart and the Viennese School 1740–1780 (1995). Außerdem war er Herausgeber von Preludes, Chansons, and Dances for Lute, Published by P. Attaingnant, Paris (1529–1530) (1964) und Keyboard Dances of the Earlier Sixteenth Century (1965).
1967 und 1978 war Heartz Guggenheim Fellow. 1988 wurde er in die American Academy of Arts and Sciences gewählt. 2000 wurde er Ehrenmitglied der American Musicological Society.